# یکشنبه غم‌انگیز (فیلم)
یک‌شنبه غم‌انگیز (به انگلیسی: Gloomy Sunday — A Song of Love and Death) و (مجارستانی Szomorú vasárnap) فیلمی آلمانی و مجارستانی به کارگردانی رولف شوبل محصول سال ۱۹۹۹ است.
گرچه فیلم بر روی یک داستان عاشقانه با پیامدهای غم‌انگیز  بین ۳ نفر تمرکز دارد، اما دارای پس زمینه تاریخی قوی است که در مجارستان و جنگ جهانی دوم می‌گذرد. این فیلم بر اساس رمان نیک باروک است که توسط رولف شیبل نوشته و کارگردانی شده و به داستان آهنگ یکشنبه غم‌انگیز می‌پردازد.

## خلاصه داستان
پیرمردی آلمانی به نام هانس ویک (بکر) همراه با همسر سالخورده اش بعد از گذشت نیم قرن به رستورانی در بوداپست سر می‌زند. او هنگام صرف ناهار از نوازنده می‌خواهد تا آهنگی قدیمی را بنوازد، چند لحظه بعد همزمان با دیدن عکس زنی بر روی پیانو براثر سمی که درغذایش ریخته شده بود، می‌میرد. عکس متعلق به دختر زیبایی به نام ایلونا (ماروزسن) بود که در زمان جنگ با همکاری مرد مهربانی به نام لاسلو (
کورل) و پیانیست جوانی به نام آندریش (دیوروسینی) رستوران را اداره می‌کردند و…

## نقش‌ها
بن بکر افسر نازی در نقش ویک، در واقعیت یک سرهنگ اسطوره ای اس اس است؛ کسی که در نورنبرگ به جرم جنایات جنگ تبرئه شد و در نهایت زندگی خود را به عنوان ثروتمندترین مرد آلمان به پایان رساند.
رولف و بن بکر که در زندگی واقعی پدر و پسر هستند در سنین مختلف جوانی و پیری  شخصیت هانس ابرهارد وایک، در این فیلم به ایفای نقش می‌پردازند.

## آهنگ یکشنبه غم‌انگیز
یکشنبه غم‌انگیز نام آهنگی است که توسط آهنگساز مجارستانی «رژو شرش» در سال ۱۹۳۳ برای یک شعر مجاری که توسط لازلو خاور سروده شده‌است، ساخته شد.
یأس مالیخولیایی که آهنگ القا می‌کرد باعث شد مدتها طول بکشد تا ناشری، انتشار این آهنگ را قبول کند. با این حال در آخر، سال ۱۹۳۵ بود که اولین نسخه اورجینال این آهنگ با صدای «پال کالمر» در مجارستان ضبط شد و چیزی نگذشت که نام این آهنگ با تعداد زیادی خودکشی پیوند خورد.
اولین بار مأموران پلیس بوداپست فوریه ۱۹۳۶ هنگام تحقیق روی پرونده خودکشی کفاشی به نام جوزف کِلر به قدرت این آهنگ پی بردند.
آنها متوجه شدند که متوفی به جای وصیتنامه یا متنی که دلیل خودکشی اش را توضیح دهد، کاغذی با چند بیت شعر از یکشنبه غم‌انگیز به جا گذاشته. آنها گمان کردند که این ترانه برای جوزف کلر، خاطرهای شخصی را تداعی می‌کرده‌است.
اما پس از مرگ جوزف کلر، موارد مشابه دیگری در مجارستان اتفاق افتاد که در تمام آنها رد پای یکشنبه غمگین وجود داشت. بعضی از درگذشتگان، شعر این ترانه را به جای وصیتنامه از خود باقی گذارده و بعضی‌ها نیز پیش از مرگ به تأثیر این آهنگ بر تصمیمشان به خودکشی اشاره کرده بودند.
خبر رسید که دو نفر در دو شهر مختلف (بدون اینکه از دیگری خبری داشته باشند) از نوازندگان دوره‌گرد خواسته بودند تا یکشنبه غمگین را (که حالا مشهور شده بود) برایشان بنوازند و سپس خود را خلاص کرده بودند. روزنامه‌ها نوشتند که مردی از دسته ارکستر یک کلوپ شبانه می‌خواهد تا این آهنگ را برایش بنوازند و سپس جلوی در کلوپ به صورت خود شلیک می‌کند. ماهیگیران می‌گفتند که هر چندگاه یک بار، بدن بیجانی را از رودخانه دانوب بالا می‌کشند که در انگشت‌های به هم چفت شده اش کاغذی را چنگ زده و همیشه در تکه‌هایی از کاغذ که در مشت جنازه از آب محفوظ مانده‌است، ابیاتی از یکشنبه غم‌انگیز را پیدا می‌کنند.
سوژه عاشقان شکست خورده‌ای که دسته دسته خود را می‌کشند، برای روزنامه‌ها جذاب بود و به آسانی دست از سرش برنمی‌داشتند؛ تا روزی که ماهیگیران، جنازه دختری ۱۴ ساله را از عمق دانوب بیرون کشیدند که مثل همیشه در مشتش کاغذی پنهان بود. اما این بار، به خلاف همیشه، اطرافیان دخترک گواهی دادند که او هرگز عاشق نشده‌است! اندکی بعد نیز پیرمردی ۸۰ ساله خود را از طبقه هفدهم ساختمانی به پایین پرت کرد. شاهدان گفتند که او موقع پریدن یکشنبه غمگین را می‌خوانده‌است. آنها گفتند که پیرمرد تا لحظه آخر به خواندن ادامه داد و صدای ش تنها زمانی قطع شد که مغزش روی زمین پاشید.
باری در شهر رم پسربچه ای با شنیدن آهنگ از نوازنده ای دوره‌گرد، دوچرخه اش را کنار رودخانه پارک کرد؛ کل پولهای جیبش را به دوره‌گرد بخشید و خود را از روی پل به آب انداخت. در شمال لندن نیز، همسایه‌های وحشت زدهٔ زنی از پلیس خواستند تا درخانه او را بشکند و وارد منزلش شود؛ زیرا مدت چند ساعت بوده که صدای "آهنگِ خودکشی مجار" (چنان‌که یکشنبهٔ غم‌انگیز بعدها به این نام معروف شد) به‌طور مداوم از خانه او شنیده می‌شده‌است. وقتی پلیس‌ها در را شکستند، با جنازه زنی مواجه شدند که گرامافون بالای سرش روی وضعیت «تکرار مداوم» تنظیم شده بود.
با مشهور شدن آهنگ در اروپا و آمریکا، خودکشی‌های مرتبط با آن نیز به خارج از مرزهای مجارستان سرایت کرد. در شهرهای مختلف اروپا کسانی پیش از اقدام به خودکشی، وصیت کردند که در مجلس خاکسپاریشان یکشنبه غم‌انگیز نواخته شود.
شعر یکشنبه غم‌انگیز به انگلیسی ترجمه شد و چند نفر آن را اجرا کردند. مشهورترین و نخستین نسخه به زبان انگلیسی با صدای «بیلی هالیدی» خوانده شده‌است. او از آهنگسازش خواسته بود تا ترانه را به گونه ای تغییر دهد که شنوندگان آمریکایی به اندازه اروپاییها افسرده نشوند!!
چند دهه بعد، هنگامی که «دیاماندا گالاس» خواست تا روایتی وفادار به اصل را به زبان انگلیسی روی صحنه اجرا کند، ماجرای تغییر دادن آهنگ را برای شنوندگانش تعریف کرده و متلکی هم نثار موسیقی عامه پسند کرده بود: "نخواستند شما را غمگین کنند. فکر می‌کنم موسیقی پاپ با همین تصمیم به دنیا آمد!"
رژو شرش (RezsőSeress) اندکی پس از تولد ۶۹ سالگی از پنجره آپارتماناش در بوداپست پایین پرید. فردای مرگ سرس، روزنامه نیویورک تایمز نوشت: روز گذشته رزو سرس سازنده آهنگ مشهور «یکشنبه غمگین» به زندگی خود خاتمه داد. دیروز یکشنبه بود!
کشورهایی مثل آمریکا و مجارستان این آهنگ را ممنوع کرده‌اند. این آهنگ اکنون در لیست آهنگ‌های منع شده توسط BBC قرار دارد.
در سال ۹۹ کارگردانی آلمانی، فیلمی با داستان تخیلی از افسانه‌های مجارستانی را جعبه طلسم بودن این آهنگ ساخت.

## نقد فیلم
راجر ایبرت، منتقد فیلم، نمره سه از چهار ستاره را به فیلم داد و آن را «پیچیده و دلهره آور» اما «ناقص» نامید.

## متن آهنگ
- متن آهنگ یکشنبه غم انگیز به زبان انگلیسی:

Sunday is gloomy
my hours are slumberlessDearest the shadows
I livewith are numberlessLittle white flowers
will never awaken you Notwhere the black coach
of sorrow has taken youAngels
have no thought ofever returning youWould
they be angry if I thought of joiningyou?
Gloomy SundayGloomy is Sunday,
with shadowsI spend it allMy heart and I have decided
to end it allSoonthere’ll be candles and prayers that are sad
I knowLet them not weep letthem know that
I’m glad to goDeath is no dream for in death
- متن آهنگ یکشنبه غم انگیز به زبان فارسی:

یکشنبه غم‌انگیز …
تا شب دوام نمی‌آورم در تاریکی و سایه …
تنهایی مرا می آزارد با چشمانی بسته
تو از کنارم می‌روی تو آرامیده ای و من تا صبح منتظر
سایه‌های مبهمی را می‌بینم
از تو خواهش می‌کنم به فرشته‌ها بگویی مرا در اتاقم تنها بگذارند
یکشنبه غم انگیزچه بسیار شنبه‌ها تنها در سایه‌ها
و من امشب خواهم رفت چشمانم چون شمع
پر فروغی می‌درخشد دوستانم برایم گریه نکنید
که مزارم نور باران است به خانه بازمی‌گردم
جانم به لب رسیده‌است در سرزمین
سایه‌ها تنها بخواب می‌روم یکشنبه غم‌انگیز